# Upgrade (film)
Upgrade è un film del 2018 scritto e diretto da Leigh Whannell.

## Trama
Nel 2046 la tecnologia è utilizzata per controllare ogni aspetto della vita comune. Per il meccanico Grey Trace, che detesta la tecnologia moderna, la vita prende una svolta drammatica quando sua moglie Asha viene uccisa da un gruppo di uomini che dirottano la loro auto a guida automatica e lo lasciano paralizzato sparandogli al collo.
Grey è costretto sulla sedia a rotelle e gli sforzi infruttuosi della detective Cortez di rintracciare gli assassini di sua moglie lo gettano in una profonda depressione. Dopo aver tentato il suicidio (fallito grazie al robot medico che rifiuta di somministragli una dose letale), Grey permette a Eron Keen, capo dell'azienda Vessel, specializzata in potenziamenti biomeccanici, di sottoporlo allo STEM, un chip sperimentale dotato di intelligenza artificiale che viene inserito nella spina dorsale e funziona come cervello secondario. Lo STEM cura Grey dalla paraplegia, ma Eron si accorda con lui di mantenere STEM un segreto.
Tornato a casa, Grey scopre che STEM è in grado di parlargli, e si offre di aiutarlo sull'indagine, risalendo rapidamente a uno degli assassini, Serk Brantner, grazie a un filmato ripreso la notte dell'assassinio da un drone della polizia. Grey si reca all'abitazione di Serk per raccogliere altre prove e scopre che l'uomo e gli altri assassini facevano parte di un esperimento militare segreto. All'improvviso ritorno di Serk, Grey permette a STEM di "prendere il controllo" del suo corpo, e così facendo STEM para i colpi di Serk e lo uccide brutalmente. Sebbene Grey e STEM provino a coprire le loro tracce, Cortez vede Grey tramite i droni quando si avvicina alla casa di Serk prima dell'omicidio, ma le mancano prove che lo colleghino a Grey. Un analista mostra a Cortez che Serk presenta molti potenziamenti meccanici nel suo corpo, compresa un'arma da fuoco innestata nel braccio.
Eron viene a sapere cos'è successo seguendo a distanza i movimenti di STEM e rimprovera Grey per il suo vigilantismo. Grey rivela che STEM gli sta parlando, cosa che sorprende Eron, il quale chiede a Grey di interrompere ogni ulteriore indagine. Ciononostante, Grey segue gli indizi raccolti dalla casa di Serk e procede sino al locale Old Bones, dove rintraccia Tolan, un altro assassino. Grey permette a STEM di torturare Tolan fino alla morte, ma non prima di avere il nome del capobanda degli assalitori, Fisk Brantner. Mentre lascia il bar, Grey collassa a terra. STEM afferma che Eron sta tentando di spegnerli e lo indirizza verso Jamie, un hacker vicino che può interrompere la connessione di Eron. Jamie riesce a ripristinare in tempo STEM quando Fisk e un altro mercenario potenziato li raggiungono. Mentre Fisk uccide degli agenti inviati sul posto, Grey combatte e uccide l'altro assassino prima di scappare.
Cortez visita Grey per interrogarlo dopo aver trovato la sua sedia a rotelle abbandonata all'Old Bones. STEM riesce a non far confessare Grey evitando di confermare i sospetti, e Cortez se ne va. Spaventato dalla violenza e dal rischio di essere scoperto, Grey desidera mollare tutto, ma STEM rifiuta, spiegando che ormai Fisk è alla loro ricerca, e se li rintraccia li ucciderà. Quando Grey parte per andare da Fisk, Cortez (che ha ascoltato la loro conversazione tramite una cimice occultata durante la visita) si mette a seguirlo. STEM dirotta a distanza una macchina automatizzata, facendola schiantare contro la vettura di Cortez per porre fine all'inseguimento. Grey raggiunge Fisk e gli domanda perché ha ucciso sua moglie, ma Fisk rivela di essere stato assunto per renderlo tetraplegico, affinché potesse essere usato come cavia per STEM.
Alla fine di un combattimento Grey riesce ad avere la meglio su Fisk e lo uccide. Sul telefono di Fisk trova un messaggio di Eron, insinuando che egli abbia orchestrato tutto per sottoporlo allo STEM. Grey si reca alla sede centrale della Vessel per confrontare Eron, ma viene lì raggiunto da Cortez. Eron rivela di essere sotto il comando di STEM, che controlla ogni aspetto della sua vita e lo ha costretto a creare una nuova versione per aiutarlo a diventare umano, e Grey era il soggetto ideale per la fusione biomeccanica. STEM costringe Grey a uccidere Eron e attacca Cortez, ma Grey riesce a impedirgli di ucciderla, resistendo al controllo di STEM e sparandosi al collo.
Grey si risveglia in ospedale e viene raggiunto da Asha, che gli spiega di essere rimasto incosciente per un periodo dopo l'incidente, dandogli l'idea che era tutto solo un incubo. Tuttavia si scopre che STEM ha ingannato Grey, intrappolandolo per sempre in uno stato di sogno idilliaco facendo leva sulla sua tensione psicologica (associata a giorni di insonnia e di attività costante) e ha il completo controllo del suo corpo. Così STEM/Grey uccide Cortez sparandole e s'incammina fuori dall'edificio.

## Produzione
Le riprese del film sono iniziate nel marzo 2017 a Melbourne e sono terminate a Sydney.
Il budget del film è stato di 3 milioni di dollari.

## Distribuzione
Il film è stato presentato al South by Southwest il 10 marzo 2018, e distribuito nelle sale cinematografiche statunitensi a partire dal 1º giugno 2018, mentre in quelle italiane dal 22 novembre dello stesso anno.

## Accoglienza

### Critica
Sull'aggregatore Rotten Tomatoes il film ottiene l'88% delle recensioni professionali positive, con un voto medio di 7,3 su 10 basato su 190 critiche e viene definito "un film vecchio stile migliorato dalla spinta high tech, dall'umorismo acuto e da una storia ben raccontata"; su Metacritic ottiene un punteggio di 67 su 100, basato su 33 recensioni.

### Incassi
Il film ha incassato 16,7 milioni di dollari in tutto il mondo.

## Riconoscimenti
- 2018 - AACTA Australia Award
  - Candidatura per la miglior sceneggiatura originale a Leigh Whannell
  - Candidatura per la miglior colonna sonora a Jed Palmer
  - Candidatura per il miglior montaggio a Andy Canny
  - Candidatura per il miglior sonoro a P.K. Hooker, Will Files, Andrew Ramage
  - Candidatura per la miglior scenografia a Felicity Abbott e Katie Sharrock
  - Candidatura per i migliori effetti visivi a Jonathan Dearing, Matt Daly, Angelo Sahin, Kate Bernauer, Aevar Bjarnason
  - Candidatura per il miglior trucco a Chiara Tripodi e Larry Van Duynhoven
- 2018 - Austin Film Critics Association
  - Candidatura per i migliori stunt
- 2018 - Australian Production Design Guild Awards
  - Miglior set decoration a Katie Sharrock
  - Candidatura per la miglior scenografia a Felicity Abbott
- 2018 - Golden Schmoes Awards
  - Candidatura per il miglior film di fantascienza dell'anno
  - Candidatura per la miglior sorpresa dell'anno
  - Candidatura per il film più sottovalutato dell'anno
- 2018 - Los Angeles Online Film Critics Society Awards
  - Candidatura per i migliori stunt
- 2018 - Phoenix Critics Circle
  - Candidatura per il miglior film di fantascienza
- 2018 - Seattle Film Critics Awards
  - Candidatura per il miglior antagonista a Simon Maiden
- 2018 - Sitges - Festival internazionale del cinema fantastico della Catalogna
  - Gran Premio del pubblico
  - Candidatura per il miglior film
- 2018 - South by Southwest[9]
  - Premio del pubblico
- 2019 - Saturn Award[10]
  - Candidatura per il miglior film di fantascienza

## Sequel
Il 16 agosto 2018, attraverso il suo profilo Twitter, il produttore Jason Blum dichiara che ci sono dei piani per un potenziale sequel; nel maggio 2020 viene invece annunciata una serie televisiva sequel, prodotta da Blumhouse Television e UCP.